# Правая (приток Кичуга)
Правая — река в Опаринском районе Кировской области, левая составляющая реки Кичуг (бассейн Пушмы). Длина реки — 20 км<.
Река начинается возле посёлка Маромица. Исток расположен на генеральном водоразделе Белого и Каспийского морей, рядом находятся верховья реки Верлюг. Генеральное направление течения — север, всё течение проходит по ненаселённому лесному массиву. Притоки — Левая, Ивонина (левые); Средняя (правый). Сливается с Левой, образуя Кичуг у урочища Томберг в 2 км от границы с Подосиновским районом.

## Данные водного реестра
По данным государственного водного реестра России и геоинформационной системы водохозяйственного районирования территории РФ, подготовленной Федеральным агентством водных ресурсов:
- Бассейновый округ — Двинско-Печорский
- Речной бассейн — Северная Двина
- Речной подбассейн — Малая Северная Двина
- Водохозяйственный участок — Юг
- Код водного объекта — 03020100212103000011467